# Karvon
Karvon je organická sloučenina, patřící mezi terpenoidy.
Karvon je složkou řasy silic, nejvíce jej obsahují kmín kořenný (Carum carvi), máta klasnatá (Mentha spicata), a kopr.

## Použití

### V potravinářství
Oba izomery karvonu mají využití v potravinářství; pro tyto účely se obvykle vyrábí z limonenu. Silice obsahující karvony mají, podobně jako další silice, využití v aromaterapii.

### V zemědělství
S-(+)-karvon se používá k tlumení předčasného klíčení skladovaných brambor.

## Stereoizomerie a pach
Karvon vytváří dva enantiomery: R-(−)-karvon, s nasládlou mátovou vůní, a S-(+)-karvon, jehož vůně se podobá žitu.
Vůni obou enantiomerů karvonu jsou schopné rozlišit také opice z rodu kotul.

## Výskyt
S-(+)-karvon je hlavní složkou (60–70 %) oleje ze semen kmínu kořenného, také tvoří 40–60 % oleje z koprových semen a vyskytuje se i ve slupkách mandarinek. R-(−)-karvon je významnou složkou oleje z několika mát, například máty klasnaté, která je hlavním přírodním zdrojem R-(−)-karvonu; většina R-(−)-karvonu se ale vyrábí uměle z R-(+)-limonenu.

## Historie
Kmín kořenný se v lékařství používal již ve starověkém Římě; samotný karvon jako čistou látku ale izoloval až Franz Varrentrapp v roce 1849. látka byla původně nazývána karvol. Heinrich Goldschmidt a Robert Zürrer zjistili roku 1885, že se jedná o keton podobný limonenu, a přesnou strukturu zjistil roku 1894 Georg Wagner.

## Vznik
Karvon lze získat z přírodních zdrojů, kde se ale nevyskytuje v dostatečných množstvích, většinou se tak získává přeměnou limonenu.
Pravotočivá forma, S-(+)-karvon, se vyrábí v čisté podobě frakční destilací oleje z kmínu kořenného; u extrakce R-(−)-karvonu je obvykle třeba k destilaci přidat další postupy., například tvorbu aduktu se sulfanem, ze kterého se karvon oddělí hydroxidem draselným a destilací s vodní parou.
Při výrobě z limonenu nejprve limonen reaguje s chloridem nitrosylu, kdy při zahřívání vzniká karvoxim, který se působením kyseliny šťavelové mění na karvon; z R-(+)-limonenu se přitom tvoří R-(−)-karvon.
Hlavním využitím D-limonenu je výroba S-(+)-karvonu.
Biosyntéza karvonu probíhá skrz oxidaci limonenu.

## Chemické vlastnosti

### Redukce
Dvojnou vazbu karvonu je možné redukovat, přičemž produkt závisí na použitých činidlech a na reakčních podmínkách. Katalytickou hydrogenací karvonu (1) lze získat karvomenthol (2) nebo karvomenthon (3). Se zinkem a kyselinou octovou se vytváří dihydrokarvon (4). Meerweinovou–Ponndorfovou–Verleyovou redukcí využívající propan-2-ol a isopropoxid hlinitý se redukuje karbonylová skupina a vzniká karveol (5); lze také využít Lucheovu redukci, kdy se redukční činidlo vytváří ze směsi tetrahydridoboritanu sodného a chloridu ceritého. S hydrazinem a hydroxidem draselným vznikne Wolffovou–Kižněrovou redukcí limonen (6).

### Oxidace
Oxidace karvonu také mohou mít různé produkty. Za přítomnosti zásady, jako je například hydroxid barnatý, se karvon oxiduje vzdušným kyslíkem na diketon 7. S peroxidem vodíku vytváří epoxid 8. Reakcí s ozonem se vytváří dilakton 9, manganistan draselný jej oxiduje na sloučeninu 10.

### Konjugované adice
Podobně jako další α,β;-nenasycené ketony může karvon vstupovat do nukleofilních konjugovaných adicí; s Gilmanovými činidly reaguje za navázání alkylových skupin do polohy trans vůči isopropenylu. Vzniklý enolát může být následně allylován allylbromidem na keton 11.

### Ostatní
Jelikož je snadno dostupný v enantiomerně čistých podobách, tak se karvon často používá jako výchozí látka asymetrické totálních syntéz; například (S)-(+)-karvon byl v roce 1998 použit jako výchozí látka pro přípravu terpenoidu kvasinu:
V roce 1908 bylo popsáno, jak se karvon po vystavení slunečnímu světlu po dobu jednoho roku přeměnil enon–alkenovou cykloadicí na karvon-kafr.

## Metabolismus
Oba enantiomery karvonu se převážně metabolizují na kyselinu dihydrokarvonovou, kyselinu karvonovou, a uroterpenolon.
Redukcí za přítomnosti NADPH vzniká, jako menšinový produkt, zR-(−)-karvonu také (–)-karveol a z (+)-karvonu (+)-karveol; tento děj probíhá hlavně v játrech a účastní se jej cytochrom P450 oxiáza a (+)-trans-karveol dehydrogenáza.